# 惡魔蔓諾克
《惡魔蔓諾克》（英語：Memnoch the Devil）是美國作家安·萊絲的系列小說「吸血鬼紀事」第五部，續接《肉體竊賊》，於1995年7月3日出版。這部小說的多數主題包括標題都是轉借自19世紀愛爾蘭作家查爾斯·羅伯特·馬圖林發表於1820年的哥德小說《流浪者梅爾莫斯》。此作中，惡魔接近了黎斯特並為他提供一份工作。

## 主要角色
- 黎斯特·德·萊昂柯特（英语：Lestat de Lioncourt）：本書主角，他由一名強大的中世紀鍊金術士吸血鬼馬紐斯（英语：Magnus (vampire)）轉化。馬紐斯創造出自己的繼承人後便在陽光下自盡。黎斯特是個本質不壞的吸血鬼，他只吸取那些他認為邪惡的人的血（在對他們進行讀心以後）。在此系列的前幾部書中，黎斯特強行將一名叫大衛·塔柏特（英语：David Talbot (The Vampire Chronicles)）的男子轉化成吸血鬼，而這是違背吸血鬼律法的行為。
- 戴歐朶拉，昵稱朶拉：一名虔誠的基督徒，主持着一個有線電視節目秀。她靚麗迷人，很有魅力，一直在等待一個能夠啓示她的奇蹟出現。朶拉從不向自己的父親羅傑索取任何東西，因為他是一個犯罪集團的成員。黎斯特在追捕羅傑的過程中迷戀上朶拉，他不顧其他吸血鬼的警告，向朶拉道出自己的眞實身份，朶拉認為這就是她一直在等待的奇蹟。當黎斯特向朶拉展示韋羅尼加的聖顏巾（英语：Veil of Veronica）後，她開始追尋屬於自己的宗教信仰。
- 羅傑：朶拉的父親，一名犯罪集團成員，持有成功的古柯鹼毒品銷售鏈。當朶拉的母親試圖獲取對女兒的全權照顧權時，羅傑殺了她。羅傑死後，他的鬼魂向黎斯特顯現，對他講述了自己的生平，並叫黎斯特照顧朶拉。
- 上帝：宇宙萬物和衆天使的創造者。根據蔓諾克的說法，上帝的性格很冷漠。
- 惡魔蔓諾克：傳說中的墮天使，也稱為撒旦或路西法。他反對上帝，詢問人類為何需要歷劫受苦而不是被直接帶至天國。他聲稱他正在制定一個計劃，可以讓靈魂直升天國。因此，蔓諾克控制的區域如同一個為有罪靈魂準備的受罰之地，當這些靈魂接受足夠的懲罰以後，便可獲准進入天國。但陰險的蔓諾克可能對此別有用心。

## 反響
《紐約時報》評論說萊絲沒能成熟塑造小說中的角色，蔓諾克這個角色太過抽象，以至書中大量對宗教的描述顯得毫無意義。而黎斯特被捲入上帝和魔鬼之間的衝突這一設定也變得隨意且武斷。《法蘭克福匯報》則說黎斯特和蔓諾克的旅程如同「一場離譜的歷史與神話交融的娛樂劇」，並批評萊絲於此書中過於主觀的以追尋自身療法為目的。